# Hedvig Lærke Rasmussen
Hedvig Lærke Rasmussen (* 22. Dezember 1993 in Frederiksberg Kommune) ist eine dänische Ruderin, die bei den Olympischen Spielen 2016 die Bronzemedaille im Zweier ohne Steuerfrau gewann. 

## Sportliche Karriere
Die 1,87 m große Hedvig Rasmussen begann 2011 mit dem Rudersport, 2012 nahm sie im Vierer ohne Steuerfrau an den U23-Weltmeisterschaften teil und erreichte den neunten Platz. 2013 belegte sie mit dem dänischen Doppelvierer den vierten Platz bei den Europameisterschaften. Im gleichen Jahr gewann sie zusammen mit Anne Dsane Andersen die Silbermedaille im Doppelzweier bei den U23-Weltmeisterschaften. 2014 ruderte Rasmussen wieder im Doppelvierer, erreichte aber bei den Europameisterschaften nur den neunten Platz. 
2015 bildeten Rasmussen und Andersen einen Zweier ohne Steuerfrau und belegten den fünften Platz bei den Europameisterschaften. Am Ende der Saison 2015 erreichten die beiden den vierten Platz bei den Weltmeisterschaften, wobei sie neben den britischen Weltmeisterinnen Helen Glover und Heather Stanning die einzigen Europäerinnen im Finale waren. Zum Auftakt der Olympiasaison 2016 belegten die beiden Däninnen den fünften Platz bei den Europameisterschaften in Brandenburg an der Havel. Das Finale der Olympischen Regatta erreichten mit den Britinnen, den Däninnen und dem spanischen Boot drei Boote aus Europa, hinzu kamen Boote aus Neuseeland, Südafrika und den Vereinigten Staaten. Es siegten Glover und Stanning mit etwas über einer Sekunde Vorsprung auf Genevieve Behrent und Rebecca Scown aus Neuseeland. Mit einer weiteren Sekunde Rückstand erkämpften die Däninnen die Bronzemedaille und hatten dabei vier Sekunden Vorsprung auf die viertplatzierten Amerikanerinnen.
In der nacholympischen Saison ruderte Rasmussen gemeinsam mit ihrer neuen Partnerin Christina Johansen auf den Silberrang im Zweier ohne Steuerfrau bei den Europameisterschaften in Tschechien, sowie auf den Bronzerang bei den Weltmeisterschaften zum Abschluss der Saison in Florida. 2018 rückte Rasmussen in den Vierer ohne Steuerfrau. Bei den Weltmeisterschaften in Plowdiw erreichten Anne Larsen, Frida Sanggaard Nielsen, Rasmussen und Ida Jacobsen den vierten Platz mit anderthalb Sekunden Rückstand auf den dritten Platz. 2019 gewannen Jacobsen, Nielsen, Rasmussen und Christina Johansen die Bronzemedaille bei den Weltmeisterschaften in Linz/Ottensheim hinter den Australierinnen und den Niederländerinnen. Es folgten der vierte Platz bei den Europameisterschaften 2020 und der achte Platz 2021 in Varese. Bei den Olympischen Spielen in Tokio ruderte Rasmussen zusammen mit Fie Udby Erichsen im Zweier ohne Steuerfrau. Die beiden Däninnen erreichten den achten Platz. 2024 bei den Olympischen Spielen in Paris wurden die beiden Elfte.